# NGC 959
NGC 959 ist eine spiralförmige Zwerggalaxie mit ausgedehnten Sternentstehungsgebieten vom Hubble-Typ Sd im Sternbild Dreieck am Nordsternhimmel. Sie ist schätzungsweise 32 Millionen Lichtjahre von der Milchstraße entfernt und hat einen Durchmesser von etwa 20.000 Lj. Die Galaxie gilt als Mitglied der NGC 1023-Gruppe.

Im selben Himmelsareal befindet sich die Galaxie NGC 952.
Das Objekt wurde am 9. November 1876 von dem Astronomen Édouard Jean-Marie Stephan entdeckt.